# Nika Klepac
Nika Klepac (23 de enero de 2002) es una deportista croata que compite en taekwondo.
En los Juegos Europeos de Cracovia 2023 consiguió una medalla de bronce en la categoría de –73 kg. Ganó una medalla de plata en el Campeonato Europeo de Taekwondo de 2022, en la misma categoría.

## Palmarés internacional
| Juegos Europeos    | Juegos Europeos          | Juegos Europeos   | Juegos Europeos |
| Año                | Lugar                    | Medalla           | Categoría       |
| ------------------ | ------------------------ | ----------------- | --------------- |
| 2023               | Krynica-Zdrój (Polonia)  | Medalla de bronce | –73 kg          |
| Campeonato Europeo |                          |                   |                 |
| Año                | Lugar                    | Medalla           | Categoría       |
| 2022               | Mánchester (Reino Unido) | Medalla de plata  | –73 kg          |